# Macromitrium liliputanum
Macromitrium liliputanum är en bladmossart som beskrevs av C. Müller 1890. Macromitrium liliputanum ingår i släktet Macromitrium och familjen Orthotrichaceae. Inga underarter finns listade i Catalogue of Life.